# 7707 Yes
7707 Yes è un asteroide della fascia principale. Scoperto nel 1993, presenta un'orbita caratterizzata da un semiasse maggiore pari a 2,6524562 au e da un'eccentricità di 0,1420399, inclinata di 15,69178° rispetto all'eclittica.
L'asteroide è dedicato all'omonimo gruppo britannico di rock progressivo.